# 1983년 오리콘 1위 싱글 목록
일본에서 한 주간 가장 많이 팔린 싱글은 오리콘 주간 차트에 실리며, 이 차트는 오리콘이 발행하는 잡지 《오리스타》에 개제된다. 판매량은 한 주 동안의 각 싱글의 판매량을 기준으로 오리콘이 종합한다.

## 차트 기록
| 발행일    | 싱글                                  | 가수              | 참고                          |
| --------- | ------------------------------------- | ----------------- | ----------------------------- |
| 1월 3일   | 「3年目の浮気」                       | 히로시 & 키보     |                               |
| 1월 10일  | (미발표)                              | (미발표)          |                               |
| 1월 17일  | 「セカンド・ラブ」                    | 나카모리 아키나   | 2주 연속, 통산 5주            |
| 1월 24일  | 「セカンド・ラブ」                    | 나카모리 아키나   | 2주 연속, 통산 5주            |
| 1월 31일  | 「ミッドナイト・ステーション」        | 콘도 마사히코     | 2주 연속, 1983년 2월 1위      |
| 2월 7일   | 「ミッドナイト・ステーション」        | 콘도 마사히코     | 2주 연속, 1983년 2월 1위      |
| 2월 14일  | 「秘密の花園」                        | 마츠다 세이코     | 2주 연속                      |
| 2월 21일  | 「秘密の花園」                        | 마츠다 세이코     | 2주 연속                      |
| 2월 28일  | 「ピエロ」                            | 타하라 토시히코   |                               |
| 3월 7일   | 「1/2の神話」                         | 나카모리 아키나   | 6주 연속, 1983년 3월 1위      |
| 3월 14일  | 「1/2の神話」                         | 나카모리 아키나   | 6주 연속, 1983년 3월 1위      |
| 3월 21일  | 「1/2の神話」                         | 나카모리 아키나   | 6주 연속, 1983년 3월 1위      |
| 3월 28일  | 「1/2の神話」                         | 나카모리 아키나   | 6주 연속, 1983년 3월 1위      |
| 4월 4일   | 「1/2の神話」                         | 나카모리 아키나   | 6주 연속, 1983년 3월 1위      |
| 4월 11일  | 「1/2の神話」                         | 나카모리 아키나   | 6주 연속, 1983년 3월 1위      |
| 4월 18일  | 「矢切の渡し」                        | 호소카와 타카시   | 3주 연속, 1983년 4월 1위      |
| 4월 25일  | 「矢切の渡し」                        | 호소카와 타카시   | 3주 연속, 1983년 4월 1위      |
| 5월 2일   | 「矢切の渡し」                        | 호소카와 타카시   | 3주 연속, 1983년 4월 1위      |
| 5월 9일   | 「真夏の一秒」                        | 콘도 마사히코     |                               |
| 5월 16일  | 「天国のキッス」                      | 마츠다 세이코     | 1984년 5월 1위                |
| 5월 23일  | 「め組のひと」                        | 랫츠 & 스타       |                               |
| 5월 30일  | 「シャワーな気分」                    | 타하라 토시히코   |                               |
| 6월 6일   | 「探偵物語/すこしだけやさしく」       | 야쿠시마루 히로코 | 7주 연속, 1983년 6월·7월 1위  |
| 6월 13일  | 「探偵物語/すこしだけやさしく」       | 야쿠시마루 히로코 | 7주 연속, 1983년 6월·7월 1위  |
| 6월 20일  | 「探偵物語/すこしだけやさしく」       | 야쿠시마루 히로코 | 7주 연속, 1983년 6월·7월 1위  |
| 6월 27일  | 「探偵物語/すこしだけやさしく」       | 야쿠시마루 히로코 | 7주 연속, 1983년 6월·7월 1위  |
| 7월 4일   | 「探偵物語/すこしだけやさしく」       | 야쿠시마루 히로코 | 7주 연속, 1983년 6월·7월 1위  |
| 7월 11일  | 「探偵物語/すこしだけやさしく」       | 야쿠시마루 히로코 | 7주 연속, 1983년 6월·7월 1위  |
| 7월 18일  | 「探偵物語/すこしだけやさしく」       | 야쿠시마루 히로코 | 7주 연속, 1983년 6월·7월 1위  |
| 7월 25일  | 「ためいきロ・カ・ビ・リー」          | 콘도 마사히코     | 3주 연속                      |
| 8월 1일   | 「ためいきロ・カ・ビ・リー」          | 콘도 마사히코     | 3주 연속                      |
| 8월 8일   | 「ためいきロ・カ・ビ・リー」          | 콘도 마사히코     | 3주 연속                      |
| 8월 15일  | 「ガラスの林檎/SWEET MEMORIES」       | 마츠다 세이코     | 1983년 8월 1위                |
| 8월 22일  | 「さらば‥夏」                         | 타하라 토시히코   | 2주 연속                      |
| 8월 29일  | 「さらば‥夏」                         | 타하라 토시히코   | 2주 연속                      |
| 9월 5일   | 「Flashdance... What a Feeling」      | 아이린 카라       | 2주 연속                      |
| 9월 12일  | 「Flashdance... What a Feeling」      | 아이린 카라       | 2주 연속                      |
| 9월 19일  | 「禁区」                              | 나카모리 아키나   |                               |
| 9월 26일  | 「CAT'S EYE」                         | 안리              | 5주 연속, 1983년 9월·10월 1위 |
| 10월 3일  | 「CAT'S EYE」                         | 안리              | 5주 연속, 1983년 9월·10월 1위 |
| 10월 10일 | 「CAT'S EYE」                         | 안리              | 5주 연속, 1983년 9월·10월 1위 |
| 10월 17일 | 「CAT'S EYE」                         | 안리              | 5주 연속, 1983년 9월·10월 1위 |
| 10월 24일 | 「CAT'S EYE」                         | 안리              | 5주 연속, 1983년 9월·10월 1위 |
| 10월 31일 | 「ガラスの林檎/SWEET MEMORIES」       | 마츠다 세이코     |                               |
| 11월 7일  | 「瞳はダイアモンド/蒼いフォトグラフ」 | 마츠다 세이코     | 1983년 11월·12월 1위          |
| 11월 14일 | 「ロイヤル・ストレート・フラッシュ」  | 콘도 마사히코     |                               |
| 11월 21일 | 「瞳はダイアモンド/蒼いフォトグラフ」 | 마츠다 세이코     | 통산 2주                      |
| 11월 28일 | 「エル・オー・ヴイ・愛・N・G」        | 타하라 토시히코   | 3주 연속                      |
| 12월 5일  | 「エル・オー・ヴイ・愛・N・G」        | 타하라 토시히코   | 3주 연속                      |
| 12월 12일 | 「エル・オー・ヴイ・愛・N・G」        | 타하라 토시히코   | 3주 연속                      |
| 12월 19일 | 「ラヴ・イズ・オーヴァー」            | 어우양페이페이    | 2주 연속                      |
| 12월 26일 | 「ラヴ・イズ・オーヴァー」            | 어우양페이페이    | 2주 연속                      |

## 특이사항
- 1983년 1위 곡은 오오카와 에이사쿠의 「さざんかの宿」이다. (주간 순위 2위)

## 연간 TOP 10
※ 집계: 1982년 12월 6일 - 1983년 11월 28일
- 1위: 오오카와 에이사쿠 「さざんかの宿」
- 2위: 호소카와 타카시 「矢切の渡し」
- 3위: 와라베 「めだかの兄妹」
- 4위: 야쿠시마루 히로코 「探偵物語/すこしだけやさしく」
- 5위: 카야마 아키오 「氷雨」
- 6위: 안리 「CAT'S EYE」
- 7위: 마츠다 세이코 「ガラスの林檎/SWEET MEMORIES」
- 8위: 나카모리 아키나 「セカンド・ラブ」
- 9위: 아이린 카라 「Flashdance... What a Feeling」
- 10위: 랫츠 & 스타 「め組のひと」